# فرانسيس غابي
فرانسيس غابي (بالإنجليزية: Frances GABe)‏ هي مخترِعة أمريكية، ولدت في 1974 في أيداهو في الولايات المتحدة، وتوفيت في 26 ديسمبر 2016 في أوريغون في الولايات المتحدة.